# نظام رادار كولشوغا

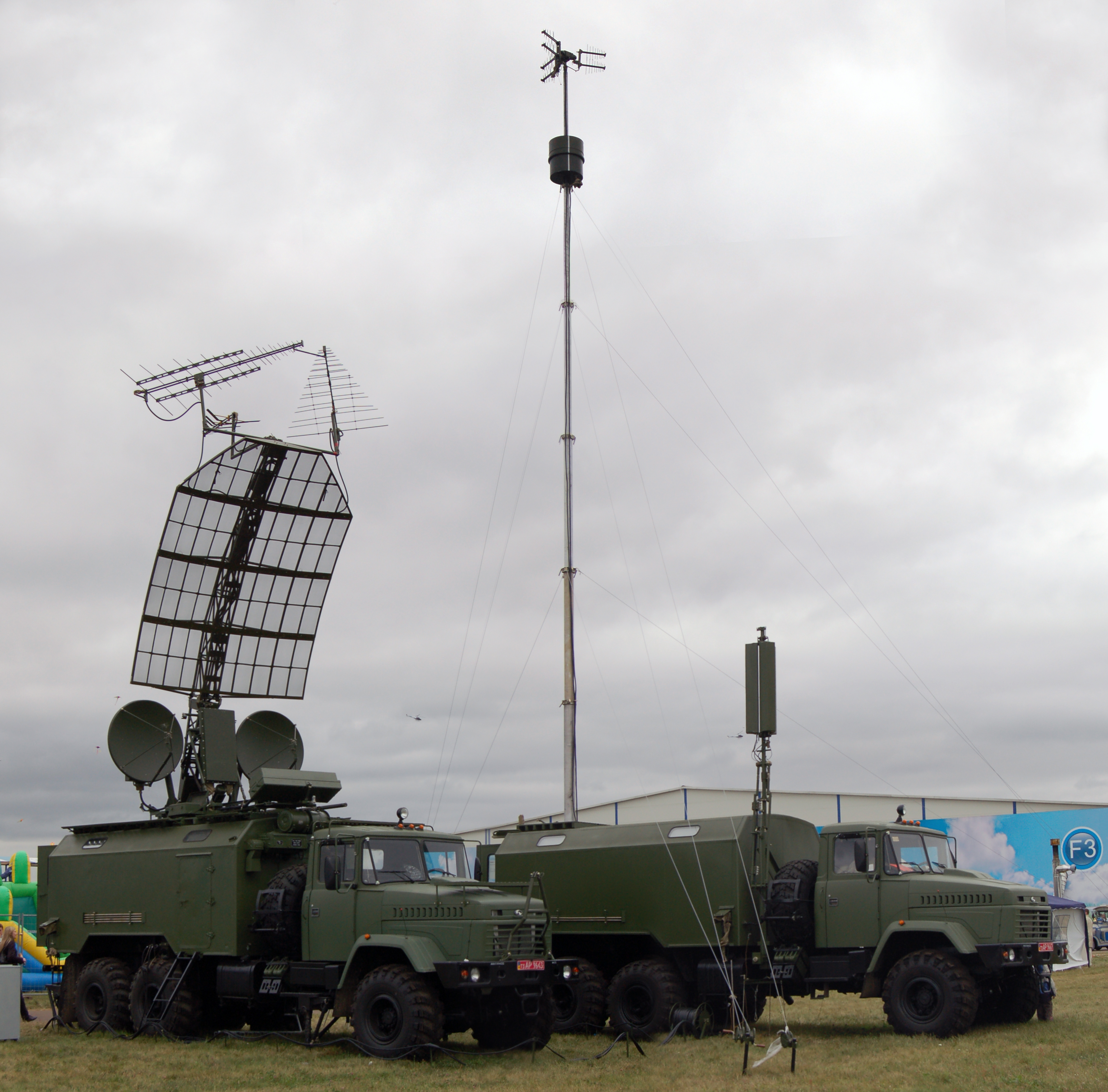
نطام رادار كولشوجا الروسي.

نظام رادار كولشوغا Kolchuga هو نظام رادار عسكري لمراقبة الفضاء الجوي. منظومة كولشوجا من نوع الرادارات السلبية (passive radar) وهو من صنع شركة توباز topaz الأوكرانية. وتقول الشركة المصنعة أن النظام يمكنه اكتشاف الطائرات الشبحية وإبطال فاعلية تقنية التخفي. كما تقول أنها يمكنها كشف الطائرات الشبح من مدى يصل إلى 200 كيلومترا في حين تكشف القاذفات العادية على مدى 600 كيلومتر تقريبا.

## وصلات خارجية
https://archive.today/20121222054748/www.mfa.gov.ua/russia/ru/6028.htm

## اقرأ أيضاً
- تقنية التخفي
- رادار دوبلر
- النظر لأسفل
- الضجيج المزيف
- مرشد الموجة
- هرتز
- تأثير دوبلر
- ميسترام